# Marco Streller
Marco Streller (Basileia, 18 de junho de 1981) é um ex-futebolista suíço. Atualmente é diretor de esportes do Basel.
Streller foi convocado para a Copa do Mundo 2006. Iria também para a de 2010, mas uma lesão acabou provocando seu corte.
Anunciou sua aposentadoria da Seleção Suíça em 5 de abril de 2011, após receber fortes críticas da torcida nas últimas partidas da mesma.
Na sua carreira em clubes, tem boa parte dela em clubes suíços, como o Thun e Basel, onde possui duas passagens pelo clube e no clube alemão do Stuttgart. Na sua segunda passagem, onde esta desde 2007 é um dos principais nomes e goleador da equipe, participando de diversas boas campanhas na Champions League e na Europa League.
Pelo clube da Basileia possui 10 títulos nacionais e no clube alemão possui uma Bundesliga.

## Títulos

### Basel
- Swiss Super League (7): 2003–04, 2007–08, 2009–10, 2010–11, 2011–12, 2012–13, 2013–14
- Copa da Suíça (3) : 2007–08, 2009–10, 2011–12

### Stuttgart
- Bundesliga (1) : 2006–07